# 사이토 가쓰유키
사이토 가쓰유키(일본어: 斎藤 克幸, 1973년 4월 7일 ~ )는 일본의 전 축구 선수이다.

## 구단 경력
과거 베갈타 센다이에서 활동하였다.